# 이예빈 (치어리더)
이예빈(2001년 2월 13일~)은 대한민국의 치어리더이다.

## 경력
- 2020년 ~ 2021년 인천 전자랜드 엘리펀츠 응원단 치어리더
- 2021년 ~ 2024년 서울 삼성 썬더스 응원단 치어리더
- 2022년 ~ 2024년 용인 삼성생명 블루밍스 응원단 치어리더
- 2020년 ~ 2021년, 2024년 ~ 현재 인천 신한은행 에스버드 응원단 치어리더
- 2024년 ~ 현재 화성 IBK기업은행 알토스 응원단 치어리더
- 2025년 ~ 현재 kt wiz